# (37131) 2000 VW29
2000 VW29 (asteroide 37131) é um asteroide da cintura principal. Possui uma excentricidade de 0.06873310 e uma inclinação de 6.10292º.
Este asteroide foi descoberto no dia 1 de novembro de 2000 por LINEAR em Socorro.